# Kalol
Kalol (en guyaratí: કાલોલ ) es una ciudad de la India en el distrito de Panchmahal, estado de Guyarat.

## Geografía
Se encuentra a una altitud de 86 m s. n. m. a 171 km de la capital estatal, Gandhinagar, en la zona horaria UTC +5:30.

## Demografía
Según estimación 2011 contaba con una población de 27 357 habitantes.